# 东坡亭
东坡亭位于中国广东省惠州市博罗县罗浮山朱明洞，博罗县县级文物保护单位，类型为古建筑，公布於1978年，历史年代为清代。